# Mariënburg (Bussum)
Mariënburg is een voormalig klooster aan de Brinklaan 82 in het  centrum van de Noord-Hollandse plaats Bussum, gemeente Gooise Meren en is een gemeentelijk monument.
De eerste steen werd op 5 augustus 1878 gelegd. Het ontwerp wordt aan de architect Pierre Cuypers toegekend, echter wordt in een krantenbericht van 23 oktober 1880 Alfred Tepe genoemd als daadwerkelijke architect. 
Het klooster Mariënburg was een voormalig meisjespensionaat en een kloosterverzorgingshuis van de Congregatie van de Zusters van Onze Lieve Vrouw van Amersfoort.
In de tuin van het klooster bevindt zich een zogeheten Lourdesgrot met een Mariabeeld. In 2000 werd een strook grond aan de achterzijde van de tuin langs de spoorlijn verkocht aan de gemeente Gooise Meren, daar is een nieuwe weg aangelegd, de Kloosterweg.

## Huidige status
Het gebouw kreeg in 2018 de status van Gemeentelijk Monument, samen met het terrein inclusief houten theekapel, TBC huisje , Lourdesgrot en Mariabeeld en gemetselde devotiehoek met kapelnis.
Er zijn vergaande plannen om in de toekomst appartementen in het klooster te realiseren. Ook de tuinen op het terrein krijgen deels een nieuwe bestemming.   
In de nieuwbouwplannen krijgt het bestaande hoofdgebouw aan de achterzijde twee nieuwe vleugels. Binnen die vleugels en de muren van het pensionaat komt een      binnentuin.

Begin juli 2025 is gestart met de verkoop van de 20 nieuw te bouwen appartementen in de voormalige kloostertuin.